# Gutaguddi, Hukeri
Gutaguddi là một làng thuộc tehsil Hukeri, huyện Belgaum, bang Karnataka, Ấn Độ.